# جويل كلينتون
جويل كلينتون (بالإنجليزية: Joel Clinton)‏ هو لاعب دوري الرغبي أسترالي، ولد في 8 ديسمبر 1981 في أستراليا.

## روابط خارجية
- جويل كلينتون على موقع ItsRugby.co.uk (الإنجليزية)